# Зун-Мурино
Зун-Му́рино (бур. Зүүн Мүрэн — восточная река) — посёлок в Тункинском районе Бурятии. Административный центр сельского поселения «Зун-Мурино».

## География
Посёлок расположен на реке Зун-Мурэн (бо́льшей частью на правом берегу) в 1—4 км к юго-западу от места её впадения в Иркут. Находится на 63-м километре Тункинского тракта, в 55 км к востоку от районного центра — села Кырен.

## Население
| 2002 | 2010 |
| ---- | ---- |
| 1008 | ↘979 |

## Инфраструктура
Администрация сельского поселения, средняя общеобразовательная школа, детский сад, культурно-информационный центр, врачебная амбулатория, участок РЭС.

## Известные люди
- Бельгаев, Гомбо Цыбикович (1904—1983) — советский партийный и государственный деятель, Председатель ЦИК Бурят-Монгольской АССР, исполняющий обязанности Председателя Совета Народных Комиссаров Бурят-Монгольской АССР, Председатель Президиума Верховного Совета Бурят-Монгольской АССР.